# Maira gloriosa
Maira gloriosa är en tvåvingeart som först beskrevs av Walker 1858.  Maira gloriosa ingår i släktet Maira och familjen rovflugor. Inga underarter finns listade i Catalogue of Life.